# Freizeit Revue
Die Freizeit Revue ist eine deutsche Publikumszeitschrift.
Die Boulevardzeitschrift erscheint seit 1970 und setzt ihre Themenschwerpunkte auf die Bereiche Prominente, Gesundheit und Unterhaltung. Die verkaufte Auflage beträgt 366.238 Exemplare, ein Minus von 67,4 Prozent seit 1998. Nach der Bunten ist sie das renditeträchtigste Verlagsobjekt der Hubert Burda Media.
Die Freizeit Revue erscheint wöchentlich am Mittwoch im Burda Senator Verlag in Offenburg. Die Zielgruppe der Zeitschrift sind Leser ab 50 Jahre. 20 Prozent der Leser sind Männer. Chefredakteur ist seit 2016 Kai Winckler.

## Rubriken
Die Zeitschrift enthält unter anderem folgende Rubriken:
- Tierporträt / Tierreport
- Anonyme Beichte
- Krimi
- Horoskop
- Humor
- Lebensberatung
- Legenden privat
- Mode & Stil
- Aktuelle Urteile der Woche
- Ihr gutes Recht
- Die besten Lesertipps
- Gesund & Fit
- Kochrezepte

## Rätsel
Ein wesentlicher Bestandteil der Freizeit Revue ist die Rätselrubrik. Vor allem Kreuzworträtsel finden sich in zahlreichen Variationen.

## Klagen und Gegendarstellungen
Nach Urteil des Landgerichts Offenburg musste die Freizeit Revue zur Titelzeile „Helene Fischer – Das Baby Interview. Sensationell, was ihr Freund verrät“ vom April 2019 eine Gegendarstellung veröffentlichen, da diese fälschlicherweise nahelegt, dass ein Interview mit ihrem Lebensgefährten geführt worden wäre. Nach einer inkorrekten Gegendarstellung klagte die Freizeit Revue gegen ein Zwangsgeld. Auch die zweite Klage wurde gegen die Freizeit Revue entschieden. 2017 musste der Verlag eine Gegendarstellung des Fußballtrainers Joachim Löw auf dem Titel abdrucken.

## Sonstiges
Im April 2021 veröffentlichte das ZDF Magazin Royale um Jan Böhmermann zusammen mit Übermedien einmalig eine Zeitschrift mit dem Namen Freizeit Magazin Royale. Logo und Layout erinnerten stark an die Freizeit Revue. Die Satire-Aktion war als Kritik an der Regenbogenpresse gedacht.
| 1998    | 1999    | 2000    | 2001    | 2002    | 2003    | 2004    | 2005    | 2006    | 2007    | 2008   | 2009    | 2010   | 2011   | 2012   | 2013   | 2014   | 2015   | 2016   | 2017   | 2018   | 2019   | 2020   | 2021   | 2022   | 2023   | 2024   |
| ------- | ------- | ------- | ------- | ------- | ------- | ------- | ------- | ------- | ------- | ------ | ------- | ------ | ------ | ------ | ------ | ------ | ------ | ------ | ------ | ------ | ------ | ------ | ------ | ------ | ------ | ------ |
| 1124644 | 1085093 | 1060297 | 1063137 | 1049009 | 1033064 | 1028177 | 1011945 | 1004212 | 1013485 | 981176 | 1011197 | 910085 | 881309 | 854880 | 788592 | 764162 | 729034 | 695445 | 641410 | 608029 | 562940 | 518114 | 481637 | 444313 | 407224 | 366238 |